# Corebos (arquitecte)
Corebos (en llatí Coroebus, en grec antic Κόροιβος 'Koroibos') va ser un arquitecte del temps de Pèricles, que va començar el temple de Demeter (Telesterion) a Eleusis, però va morir abans d'acabar la feina segons diu Plutarc.